# Akon
Aliaune Damala Bouga Time Puru Nacka Lu Lu Lu Badara Akon Thiam, mais conhecido apenas por Akon (Saint-Louis, Missouri, 16 de abril de 1973), é um cantor, compositor e produtor musical senegalês-americano. Akon chegou à fama em 2004 após o lançamento de seu single "Locked Up", do seu álbum de estreia Trouble. Seu segundo álbum, Konvicted, foi indicado para o Grammy Award juntamente com o single "Smack That". Ele é o fundador da Konvict Muzik e Kon Live Distribution. É conhecido por realizar trabalhos com vários artistas, tendo mais de 155 participações, e 23 canções registradas na parada musical Billboard Hot 100. Ele é um dos 10 artistas que conseguiram ficar ao mesmo tempo em primeiro e em segundo lugares simultaneamente nos gráficos da Billboard Hot 100, duas vezes, com "Don't Matter" e "The Sweet Escape". Akon é filho do percussionista de jazz Mor Thiam e fala inglês e uolofe.

## Biografia
O nome completo de Akon é Aliaune Damala Bouga Time Puru Nacka Lu Lu Lu Badara Akon Thiam, anunciado por ele próprio. Algumas fontes dizem que seu nome é Aliaune Thiam, e fontes como a Associated Press tem relatado que ele tenha nascido em 1973. Documentos legais divulgados pela The Smoking Gun lista seu nome como Aliaune Thiam Damala e a data de nascimento 16 de abril de 1973.
Quando lhe perguntaram qual era a sua idade durante uma entrevista com a revista Vibe, Akon declaradamente respondeu: A única coisa que eu escondo é a minha idade… antes que eu minta para você, eu prefiro não dizer nada. Desde então, foi confirmado que em sua certidão de nascimento consta que ele nasceu em 1973.
Akon é filho do percussionista senegalês Mor Thiam. Ele nasceu em St. Louis nos Estados Unidos, e viveu em Dakar, Senegal até os 7 anos de idade, na infância dividiu o seu tempo entre Senegal e Estados Unidos, até que aos 15 anos mudou-se permanentemente para Jersey City, Nova Jersey. Ele gravou sua primeira canção, "Operations of Nature", com quinze anos. Akon começou a escrever e gravar suas canções em seu estúdio particular. As fitas o levaram a ser contratado pela SRC/Universal, que Akon lançou seu álbum de estreia Trouble, em junho de 2004. A maioria das canções de Akon começa com o som da cela de uma prisão e um celular com ele dizendo a palavra "Konvict."
O seu nome artístico tem o som das palavras "A con", abreviatura coloquial para "A convict", que significa "Um condenado" (pela justiça).

## Carreira

### 2003–05: Início eTrouble
Akon teve seu primeiro contato com a música a partir do rapper americano Lil' Zane, que o apresentou para DeVyne Stephens, fundador do estúdio UpFront Records, um selo da Warner Music Group localizado em Atlanta, na Geórgia. Stephens, que era frequentemente procurado por Akon em busca de orientações, eventualmente o convidou para trabalhar em sua gravadora. Lá, o cantor começou a gravar suas primeiras canções, chamando a atenção do produtor Jerome Foster (Knobody), que mais tarde desenvolveria o primeiro álbum de Akon pela SRC Records, um antigo selo pertencente à Universal Music Group.
O álbum solo de estreia de Akon, Trouble, foi lançado em 29 de junho de 2004. Foi destaques pelos singles "Locked Up", "Lonely", "Belly Dancer (Bananza)", "Pot of Gold", e "Ghetto". 
O single "Locked Up" alcançou a 8ª posição nas paradas nos Estados Unidos, e a 5ª posição no Reino Unido.
Em 2005, foi lançado "Lonely", baseada em um sample de "Mr. Lonely" do cantor Bobby Vinton. O single alcançou o top cinco na Billboard Hot 100, e alcançou os topos na Austrália, no Reino Unido e na Alemanha. No mesmo ano, Akon ganhou mais popularidade após ter participado do álbum de estreia de Young Jeezy, Let's Get It: Thug Motivation 101, com a faixa "Soul Survivor", que tornou-se um hit entre os cinco principais da Billboard Hot 100.
No dia 15 de dezembro de 2005, Robert Montanez, o gerente de Akon na época, foi baleado e morto após uma tentativa de assalto em Jersey City, Nova Jersey. Montanez estava em um bar da cidade na presença de Akon, e do rapper Kiam Akasi Holley, mais conhecido como Capone, e foi baleado por um desconhecido que tentou roubar uma corrente que Capone usava no momento.

### 2006–07:Konvicted
O segundo álbum de Akon, intitulado Konvicted, foi lançado em 14 de novembro de 2006, neste álbum incluíram participações de Eminem, Snoop Dogg e Styles P. No final de agosto de 2006, Akon lançou o primeiro single deste álbum, "Smack That" com a participação de Eminem. Este single atingiu o segundo lugar na Billboard Hot 100, durante cinco semanas consecutivas.

Akon num show em Verizon Wireless Amphitheatre Charlotte, no ano de 2007.

O vídeo da música "Smack That" foi dirigida por Raymond Garced. "I Wanna Love You", o segundo single, foi lançado em setembro de 2006, trata-se de uma parceria entre Akon e Snoop Dogg. Este foi o primeiro single de Akon a chegar na primeira posição da Billboard Hot 100, e Snoop o segundo. "I Wanna Love You" conseguiu nos Estados Unidos a posição por duas semanas consecutivas.
Em janeiro de 2007, Akon lança seu terceiro single "Don't Matter", que lhe valeu seu primeiro número um solo e o segundo consecutivo pelo Hot 100. O quarto single, "Mama Africa" foi lançado em maio de 2007. "Sorry, Blame It on Me" é o quinto single do álbum, foi lançado em agosto de 2007 e estreou na sétima posição no Hot 100. A canção não está disponível no álbum original, mas sim na parte Deluxe Edition de Konvicted, que saiu em 28 de agosto de 2007. O sexto e último single deste álbum só foi confirmado em uma entrevista por Akon, "Never Took the Time". Konvicted estreou na segunda posição no Billboard 200, vendendo 286,000 cópias em sua primeira semana.
Após seis semanas do lançamento, Konvicted vendeu mais de um milhão de cópias nos Estados Unidos e mais de 1,3 milhões em todo o mundo. O álbum foi certificado platina depois de sete semanas, e depois de dezesseis semanas, foi certificada dupla platina. Konvicted permaneceu no topo da Billboard 200 vinte vezes durante 28 semanas consecutivas, em que atingiu no máximo a segunda posição, em quatro ocasiões diferentes. Em 19 de novembro de 2007, a RIAA certifica Konvicted álbum de platina tripla, com três milhões de unidades vendidas nos Estados Unidos. O álbum já vendeu mais de quatro milhões em todo o mundo.
Em 5 de outubro de 2006, Akon quebrou um recorde no Hot 100, ele conseguiu a maior subida na tabela nos 48 anos de história da parada musical, com a canção "Smack That", saltou da 95.ª posição para a 7.ª. O salto é acompanhado pela sua 6.ª posição na estreia no Hot Digital Songs com 67 000 downloads. O recorde já foi quebrado várias vezes.
Em dezembro de 2006, Akon com "Smack That" foi indicado para a categoria de "melhor colaboração de rap/canto" no 49.º Anual Grammy Awards, mas perdeu para Justin Timberlake e T.I. com "My Love". No dia 7 de julho de 2007 Akon participou do Live Earth Concert, New York City do Live Earth.

### 2008–09:Freedom

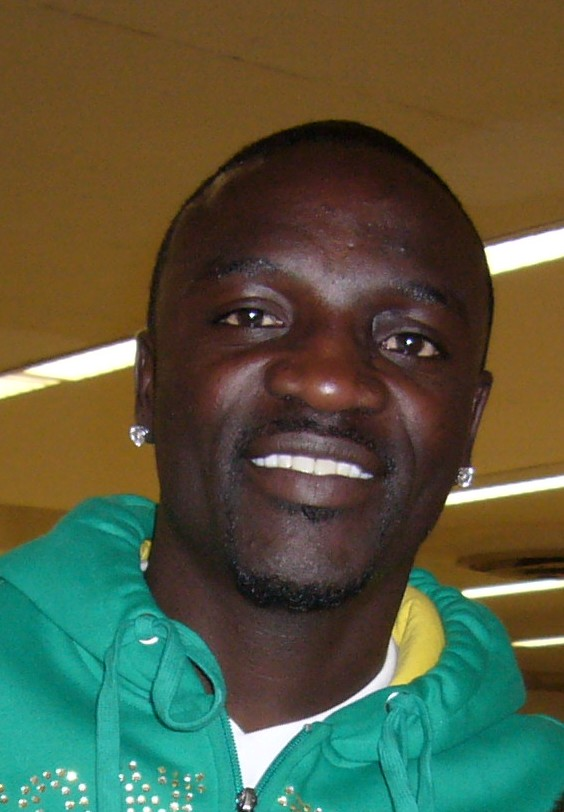
Akon em 2008

Akon é o produtor executivo do quarto álbum de estúdio de Kardinal Offishall, intitulado Not 4 Sale, que foi lançado em 9 de setembro de 2008. O primeiro single oficial do álbum foi "Dangerous", com a participação de Akon.
Em 2 de dezembro de 2008 foi lançando seu terceiro álbum de estúdio Freedom, sendo lançados três singles; "Right Now (Na Na Na)", "I'm So Paid" (com Lil Wayne e Young Jeezy) e "Beautiful" (com Kardinal Offishall e Colby O'Donis). Após a morte inesperada do rei do Pop Michael Jackson , que do qual Akon estava trabalhando, Akon lançou uma música tributo chamado "Cry Out Of Joy". Akon afirmou ser amigo íntimo de Michael Jackson ,Akon disso isso perto do fim da vida de Michael Jackson em uma entrevista UK R & B escrito por Pete Lewis do premiado 'Blues & Soul em outubro de 2008. Em julho de 2008, uma canção chamada "Hold My Hand", do gênero R & B  como dueto e colaboração entre Michael Jackson e Akon, circulou na internet, Porém a canção não incluída na lista de faixas do álbum Freedom. Durante uma entrevista com Tavis Smiley , Akon disse que Michael Jackson tinha planejado uma versão de alto nível, incluindo um vídeo de música até  a faixa vazar. Esta é a última canção conhecida de Michael Jackson antes de sua morte em 25 de junho de 2009. Akon terminou o trabalho da música e foi lançada como single em novembro de 2010.

### 2012-presente:Stadium

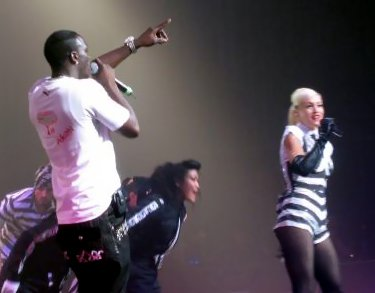
Akon e Gwen Stefani em uma performance cantando o single "The Sweet Escape"

No dia 17 de setembro de 2010, Akon lançou o primeiro single do seu quarto álbum de estúdio "Stadium", Angel. O álbum teve suas datas de lançamento várias vezes canceladas. Depois de muito tempo desaparecido, Akon lançou um mixtape no dia 3 de julho de 2011, "Koncrete". Em novembro do mesmo ano, Akon lançou dois singles promocionais, "Give It To 'Em" com a participação de Rick Ross, e "Take It Down Low" com a participação de Chris Brown. No dia 1 de maio de 2012, Akon divulgou o single "Hurt Somebody" com a participação do rapper French Montana. Nesse mesmo dia, ele também divulgou a data do seu quarto álbum de estúdio "Stadium", que será lançado dia 11 de setembro de 2012. Perto do lançamento do seu quarto álbum (Stadium), Akon disse que vai começar o álbum do zero e que será lançado em março de 2013. Ele também divulga um breve lançamento de um single chamado "One In The Chamber".
Em 11 de novembro Akon lançou um single independente intitulado "So Blue". 
Em 1 de janeiro de 2015, Akon lançou cinco singles do Stadium. Ele também anunciou que o álbum seria um álbum quíntuplo, divididos em cinco gêneros diferentes (Euro, Pop, Urban, Island & World).
Em novembro de 2015, Akon anunciou através de seu site oficial que estava planejando lançar seu quarto álbum Stadium em quatro versões: StStadium- Island, Stadium- Urban,Stadium- World and Stadium- House .

### Projetos em destaque
- Akon participou da trilha sonora do jogo Sonic the Hedgehog de 2006, onde colaborou com Miwa Yoshida, a cantora da banda japonesa Dreams Come True em um remix da música Sweet Dreams.
- Akon fez uma participação especial durante sua ida ao Brasil, no Festival de Verão Salvador, cantando seus maiores sucessos, e no reality show Big Brother Brasil 10. O seu quarto álbum de estúdio que inicialmente se chama Stadium,  tem lançamento previsto para o dia 13 de setembro de 2011.[18] No dia 21 de setembro de 2010 em Nova York, Akon apresentou algumas canções que estarão inclusas no álbum. No primeiro semestre de 2010, Akon lançou o single "Oh Africa", que foi um dos temas da Copa do Mundo FIFA de 2010.
- Ele é um dos  70 artistas  que cantaram a música We Are the World 25 for Haiti, em prol do terremoto no Haiti em 2010.
- Akon trabalhou com Whitney Houston para seu álbum de retorno 2009 I Look to You. Ele aparece na faixa "Like I Never Left".[19]
- Akon e Konvict Muzik também produziu o álbum do  grupo de hip hop Flipsyde's realizado em 2009, State of Survival que foi lançado via Kon Live Distribution e Cherrytree Records.[20]
- Akon foi também o produtor executivo do quarto álbum solo de Kardinal Offishall Not 4 Sale, realizado em 9 de setembro de 2008. O single promocional Graveyard Shift contém características com o primeiro single Dangerous.
- Em 2014 Akon iniciou um projeto chamado; Akon Lighting Africa que fornece eletricidade para 15 países da África .

#### Akon e Michael Jackson
- "Wanna Be Startin' Somethin'"
- "Wanna Be Startin' Somethin'" é uma canção do álbum Thriller do compositor e artista americano Michael Jackson. Em 2008 na celebração dos 25 anos de Thriller, a canção intitulada "Wanna Be Startin' Somethin' 2008" foi mixada e lançada com a participação de Akon na canção. Após a morte de Jackson em junho de 2009, "Wanna Be Startin' Somethin" reentrou nas paradas musicais em todo o mundo, principalmente devido às vendas de download digital.
- "Hold My Hand"
- "Hold My Hand" é um dueto musical de 2010 entre Akon e Michael Jackson A canção foi gravada para o álbum Freedom, de Akon, mas acabou vazando incompleta na internet, em 2008, o que fez com que seu lançamento fosse cancelado. A versão finalizada foi lançada em 15 de novembro de 2010, com mais vocais de Jackson, como primeiro single do novo álbum de inéditas Michael, de Jackson.

## Discografia

### Álbuns de estúdio
- 2004 — Trouble
- 2006 — Konvicted
- 2008 — Freedom
- 2019 — El Negreeto
- 2019 — Akonda

### EP's
- 2020 — Ain't No Peace
- 2023 — TT Freak
- 2023 — Afro Freak

### Mixtapes
- 2005 — Illegal Alien, Volume 1
- 2007 — In My Ghetto
- 2008 — In My Ghetto, Volume 2
- 2009 — The Freedom Mixtape
- 2011 — Koncrete
- 2012 — The Koncrete Mixtape
- 2012 — Konkrete Jungle

## Filmografia
- Black November (2012)
- American Heist (2014)

## Turnês
- Dar Es Salaam, Tanzânia (2006)
- Konvicted Tour (julho a setembro de 2007)
- The Sweet Escape Tour com Gwen Stefani (abril a julho de 2007)
- Good Girl Gone Bad Tour com Rihanna (Canadá, setembro–dezembro de 2008)
- Konvict Muzik Tour com T-Pain (Austrália somente, 26–27 de outubro de 2009)
- Summer Tour (Brasil, janeiro a fevereiro de 2010)
- OMG Tour com Usher (América do Norte, abril–junho de 2011)

## Prêmios e indicações
- American Music Awards
  - 2007, Favorito Masculino R&B/Soul Artista (Vencedor)
  - 2007, Artista Pop Masculino Favorito/Artista de Rock (Indicado)
  - 2007, Artista do Ano (Indicado)
- BET Awards
  - 2007, Melhor Artista Masculino de R&B (Indicado)
  - 2007, Melhor Colaboração: "I Wanna Love You" (Indicado)
  - 2007, Melhor Video do Ano: "I Wanna Love You" (Indicado)
- BET Hip-Hop Awards
  - 2007, Melhor Colaboração: "We Takin' Over" (Indicado)
  - 2007, People's Champ Award: "We Takin' Over" (Indicado)
- Grammy Awards
  - 2008, Melhor Álbum de R&B Contemporâneo: Konvicted (Indicado)
  - 2008, Melhor Colaboração de Rap/Canto: "I Wanna Love You" (Indicado)
  - 2008, Melhor Performance de R&B em Duo ou Grupo: "Bartender" (Indicado)
  - 2008, Melhor Colaboração Pop c/ Vocais: "The Sweet Escape" (Indicado)
  - 2007, Melhor Colaboração de Rap/Canto: "Smack That" (Indicado)
- MOBO Award
  - 2007, Melhor Representação de R&B (Indicado)
  - 2007, Melhor Representação Internacional (Indicado)
- MTV Video Music Awards
  - 2007, Melhor Artista Masculino (Indicado)
  - 2007, Most Earth Shattering Collaboration: "The Sweet Escape" (Indicado)
  - 2007, Most Earth Shattering Collaboration: "Smack That" (Indicado)
  - 2005, MTV2 Award: "Locked Up" (Indicado)
- MTV Europe Awards
  - 2007, Melhor Álbum: Konvicted (Indicado)
  - 2005, Melhor Descoberta Act (Indicado)
  - 2005, Melhor Execução de Hip Hop (Indicado)
- Teen Choice Awards
  - 2007, Choice Male Breakthrough Artist (Vencedor)
  - 2007, Choice R&B Artist (Indicado)
  - 2007, Choice Love Song: "Don't Matter" (Indicado)
  - 2007, Choice Music Single: "The Sweet Escape" (Indicado)
- Vibe Music Awards
  - 2007, Coolest Collaboration: "We Takin' Over" (Indicado)
  - 2005, Hottest Hook: "Soul Survivor" (Indicado)
  - 2004, Hottest Hook: "Locked Up" (Indicado)